# Liste der Staatsoberhäupter 1705
Übersicht
◄◄ | ◄ | 1701 | 1702 | 1703 | 1704 | Liste der Staatsoberhäupter 1705 | 1706 | 1707 | 1708 | 1709 | ► | ►►

Weitere Ereignisse

## Afrika
- Äthiopien
  - Kaiser: Jesus I. (1682–1706)

- Burundi
  - König: Ntare III. Rushatsi (ca. 1680–ca. 1709)

- Dahomey
  - König: Akaba (1685–1708)

- Marokko Alawiden-Dynastie
  - Sultan: Mulai Ismail (1672–1727)

- Tunesien (Husainiden-Dynastie)
  - Sultan: Husein ben Ali (1705–1735)

## Amerika
- Vizekönigreich Neuspanien
  - Vizekönig: Francisco Fernández de la Cueva Enríquez (1702–1710)

- Vizekönigreich Peru
  - Vizekönig: Melchor Portocarrero Lasso de la Vega (1689–1705) (1686–1688 Vizekönig von Neuspanien)
  - Vizekönig: Miguel Núñez de Sanabria (1705–1707)

## Asien
- China (Qing-Dynastie)
  - Kaiser: Kang Hi (1661–1722)

- Japan
  - Kaiser: Higashiyama (1687–1709)
  - Shōgun (Tokugawa): Tokugawa Tsunayoshi (1680–1709)

- Korea (Joseon)
  - König: Sukjong (1674–1720)

- Mogulreich
  - Großmogul: Aurangzeb (1658–1707)

- Persien (Safawiden-Dynastie)
  - Sultan: Hussain (1694–1722)

- Thailand
  - König: Suriyentharathibodi (1703–1709)

## Europa
- Andorra
  - Co-Fürsten:
    - König von Frankreich: Ludwig XIV. (1643–1715)
    - Bischof von Urgell: Julià Cano Thebar (1695–1714)

- Dänemark und Norwegen
  - König: Friedrich IV. (1699–1730)

- England, Irland und Schottland
  - Königin: Anne (1702–1707) (1707–1714 Königin von Großbritannien und Irland)

- Frankreich
  - König: Ludwig XIV. (1643–1715)

- Heiliges Römisches Reich
  - König und Kaiser:
    - Leopold I. (1658–1705) (1656–1705 König von Böhmen, 1657–1705 Erzherzog von Österreich, 1655–1705 König von Ungarn)
    - Joseph I. (1705–1711) (1705–1711 König von Böhmen, 1705–1711 Erzherzog von Österreich, 1705–1711 König von Ungarn)

  - Kurfürstenkollegium
    - Erzstift Köln
      - Kurfürst: Joseph Clemens von Bayern (1688–1723) (1685–1694 Bischof von Freising, 1702–1723 Bischof von Hildesheim, 1694–1723  Bischof von Lüttich, 1685–1716 Bischof von Regensburg, 1688–1723 Propst von Berchtesgaden)

    - Erzstift Mainz
      - Kurfürst: Lothar Franz von Schönborn (1695–1729) (1693–1729 Bischof von Bamberg)

    - Erzstift Trier
      - Kurfürst: Johann Hugo von Orsbeck (1676–1711) (1675–1711 Bischof von Speyer)

    - Herzogtum Bayern
      - Kurfürst: Maximilian II. Emanuel (1679–1726) (1692–1706 Statthalter der Spanischen Niederlande)

    - Königreich Böhmen
      - König: Leopold I. (1657–1705) (1658–1705 Kaiser, 1657–1705 Erzherzog von Österreich, 1655–1705 König von Ungarn)
      - König: Joseph I. (1705–1711) (1705–1711 Kaiser, 1705–1711 Erzherzog von Österreich, 1705–1711 König von Ungarn)

    - Markgrafschaft Brandenburg
      - Kurfürst: Friedrich III. (1688–1713) (1688–1701 Herzog von Preußen, 1701–1713 König in Preußen)

    - Herzogtum Braunschweig-Lüneburg
      - Kurfürst: Georg I. (1698–1727) (1724–1727 König von Großbritannien und Irland)

    - Pfalzgrafschaft bei Rhein
      - Kurfürst: Johann Wilhelm (1690–1716) (1679–1716 Herzog von Jülich und Berg)

    - Herzogtum Sachsen
      - Kurfürst: Friedrich August I. (1694–1733) (1697–1704, 1709–1733 König von Polen und Großherzog von Litauen)

  - geistliche Reichsfürsten
    - Hochstift Augsburg
      - Bischof: Alexander Sigismund von der Pfalz (1690–1737)

    - Hochstift Bamberg
      - Bischof: Lothar Franz von Schönborn (1693–1729) (1695–1729 Erzbischof von Mainz)

    - Hochstift Basel
      - Bischof: Wilhelm Jakob Rinck von Baldenstein (1693–1705)
      - Bischof: Johann Konrad von Reinach-Hirtzbach (1705–1737)

    - Fürstpropstei Berchtesgaden
      - Propst: Joseph Clemens von Bayern (1688–1723) (1688–1723 Erzbischof von Köln, 1685–1694 Bischof von Freising, 1702–1723 Bischof von Hildesheim, 1694–1723 Bischof von Lüttich, 1685–1716 Bischof von Regensburg)

    - Hochstift Brixen
      - Bischof: Kaspar Ignaz von Künigl (1702–1747)

    - Hochstift Chur (Territorium 1648 eidgenössisch, Bischof Reichsstand ohne unmittelbares Land)
      - Bischof: Ulrich VII. von Federspiel (1692–1728)

    - Fürstabtei Corvey
      - Abt: Florenz von dem Felde (1696–1714)

    - Balleien des Deutschen Ordens
      - Hochmeister: Franz Ludwig von der Pfalz (1694–1732) (1729–1732 Erzbischof von Mainz, 1716–1729 Erzbischof von Trier, 1694–1732 Bischof von Worms, 1694–1732 Propst von Ellwangen)

    - Hochstift Eichstätt
      - Bischof: Johann Anton I. Knebel von Katzenelnbogen (1705–1725)

    - Fürstpropstei Ellwangen
      - Propst: Franz Ludwig von der Pfalz (1694–1732) (1729–1732 Erzbischof von Mainz, 1716–1729 Erzbischof von Trier, 1694–1732 Bischof von Worms, 1694–1732 Hochmeister des Deutschen Ordens)

    - Hochstift Freising
      - Bischof: Johann Franz Eckher von Kapfing und Liechteneck (1695–1727)

    - Abtei Fulda
      - Abt: Adalbert von Schleifras (1700–1714)

    - Hochstift Hildesheim
      - Bischof: Joseph Clemens von Bayern (1702–1723) (1688–1723 Erzbischof von Köln, 1685–1694 Bischof von Freising, 1694–1723 Bischof von Lüttich, 1685–1716 Bischof von Regensburg, 1688–1723 Propst von Berchtesgaden)

    - Fürststift Kempten
      - Abt: Rupert von Bodman (1678–1728)

    - Hochstift Konstanz
      - Bischof: Johann Franz Schenk von Stauffenberg (1704–1740) (1737–1740 Bischof von Augsburg)

    - Hochstift Lübeck (1555–1803 evangelische Administratoren)
      - Bischof: August Friedrich von Schleswig-Holstein-Gottorf (1666–1705)
      - Bischof: Christian August von Schleswig-Holstein-Gottorf (1705–1726)

    - Hochstift Lüttich
      - Bischof: Joseph Clemens von Bayern (1694–1723) (1688–1723 Erzbischof von Köln, 1685–1694 Bischof von Freising, 1702–1723 Bischof von Hildesheim, 1685–1716 Bischof von Regensburg, 1688–1723 Propst von Berchtesgaden)

    - Hochstift Münster
      - Bischof: Friedrich Christian von Plettenberg (1688–1706)

    - Hochstift Osnabrück (1662–1802 abwechselnd katholische und lutherische Bischöfe)
      - Bischof: Karl Joseph von Lothringen (1698–1715) (1711–1715 Erzbischof von Trier)

    - Hochstift Paderborn
      - Bischof: Franz Arnold von Wolff-Metternich zur Gracht (1704–1718) (1706–1718 Bischof von Münster)

    - Hochstift Passau
      - Bischof: Johann Philipp von Lamberg (1689–1712)

    - Hochstift Regensburg
      - Bischof: Joseph Clemens von Bayern (1685–1716) (1688–1723 Erzbischof von Köln, 1685–1694 Bischof von Freising, 1702–1723 Bischof von Hildesheim, 1694–1723 Bischof von Lüttich, 1688–1723 Propst von Berchtesgaden)

    - Erzstift Salzburg
      - Erzbischof: Johann Ernst von Thun und Hohenstein (1687–1709)

    - Hochstift Speyer
      - Bischof: Johann Hugo von Orsbeck (1675–1711) (1676–1711 Erzbischof von Trier)

    - Abtei Stablo-Malmedy
      - Abt: Franz II. Joseph von Lothringen (1704–1715)

    - Hochstift Straßburg
      - Bischof: Armand I. Gaston Maximilien de Rohan-Soubise (1704–1749)

    - Hochstift Trient
      - Bischof: Johann Michael von Spaur und Valör (1696–1725)

    - Hochstift Worms
      - Bischof: Franz Ludwig von der Pfalz (1694–1732) (1729–1732 Erzbischof von Mainz, 1716–1729 Erzbischof von Trier, 1694–1732 Propst von Ellwangen, 1694–1732 Hochmeister des Deutschen Ordens)

    - Hochstift Würzburg
      - Bischof: Johann Philipp von Greiffenclau zu Vollraths (1699–1719)

  - weltliche Reichsfürsten
    - Fürstentum Anhalt
      - Anhalt-Bernburg
        - Fürst: Viktor I. Amadeus (1656–1718)

      - Fürstentum Anhalt-Dessau
        - Fürst: Leopold I. (1693–1747) (1693–1698 unter Vormundschaft)

      - Anhalt-Harzgerode
        - Fürst: Wilhelm (1670–1709)

      - Fürstentum Anhalt-Köthen
        - Fürst: Leopold (1704–1728) (1704–1715 unter Vormundschaft)
        - Regentin: Gisela Agnes von Rath (1704–1715)

      - Anhalt-Zerbst
        - Fürst: Karl Wilhelm (1667–1718) (1667–1674 unter Vormundschaft)

    - Arenberg
      - Herzog: Leopold Philipp (1691–1754)

    - Markgrafschaft Baden
      - Baden-Baden
        - Markgraf: Ludwig Wilhelm (1677–1707)

      - Baden-Durlach
        - Markgraf: Friedrich VII. Magnus (1677–1709)

    - Brandenburg-Ansbach
      - Markgraf: Wilhelm Friedrich (1703–1723)

    - Brandenburg-Bayreuth
      - Markgraf: Christian Ernst (1655–1712)

    - Braunschweig-Lüneburg
      - Lüneburg (fällt an die Kurfürsten von Braunschweig-Lüneburg)
        - Herzog: Georg Wilhelm (1665–1705) (1648–1665 Herzog von Braunschweig-Calenberg-Göttingen)

      - Wolfenbüttel
        - Herzog: Anton Ulrich (1685–1714)

    - Hessen-Darmstadt
      - Landgraf: Ernst Ludwig (1678–1739)

    - Hessen-Kassel
      - Landgraf: Karl (1670–1730) (bis 1675 unter Vormundschaft)

    - Hohenzollern-Hechingen
      - Fürst: Friedrich Wilhelm (1671–1735)

    -  Hohenzollern-Sigmaringen
      - Fürst: Meinrad II. (1689–1715)

    - Jülich und Berg
      - Herzog: Johann Wilhelm II. (1679–1716) (1690–1716 Kurfürst der Pfalz, 1690–1716 Herzog von Pfalz-Neuburg)

    - Leuchtenberg (fällt 1705 an Bayern)
      - Herzog: Maximilian Philipp Hieronymus (1650–1705)

    - Liechtenstein
      - Fürst: Hans Adam I. (1684–1712)

    - Lothringen
      - Herzog: Leopold (1697–1729)

    - Herzogtum Mecklenburg (1701 Aufteilung in Schwerin und Strelitz)
      - Mecklenburg-Schwerin
        - Herzog: Friedrich Wilhelm I. (1692–1713) (bis 1701 Herzog von Mecklenburg)

      - Mecklenburg-Strelitz
        - Herzog: Adolf Friedrich II. (1701–1708)

    - Nassau
      - Ottonische Linie
        - Nassau-Diez
          - Fürst: Johann Wilhelm Friso (1696–1711) (1696–1711 Statthalter von Friesland und Groningen)

        - Nassau-Dillenburg
          - Fürst: Wilhelm II. (1701–1724)

        - Nassau-Hadamar
          - Fürst: Franz Alexander (1679–1711)

        - Nassau-Siegen (katholische Linie)
          - Fürst: Wilhelm Hyacinth (1699–1734)

        - Nassau-Siegen (reformierte Linie)
          - Fürst: Friedrich Wilhelm I. Adolf (1691–1722)

      - Walramische Linie
        - Nassau-Idstein
          - Fürst: Georg August (1677–1721) (bis 1688 Graf)

        - Nassau-Usingen
          - Fürst: Wilhelm Heinrich (1702–1718)

        - Nassau-Weilburg
          - Fürst: Johann Ernst (1675–1719) (bis 1688 Graf)

    - Österreich
      - Erzherzog: Leopold V. (1657–1705) (1658–1705 Kaiser, 1656–1705 König von Böhmen, 1655–1705 König von Ungarn)
      - Erzherzog: Joseph I. (1705–1711) (1705–1711 Kaiser, 1705–1711 König von Böhmen, 1705–1711 König von Ungarn)

    - Ostfriesland
      - Fürst: Christian Eberhard (1665–1708) (bis 1690 unter Vormundschaft)

    - Pfalz-Neuburg
      - Herzog: Johann Wilhelm (1690–1716) (1690–1716 Kurfürst der Pfalz, 1679–1716 Herzog von Jülich und Berg)

    - Pfalz-Sulzbach
      - Herzog: Christian August (1656–1708)

    - Pfalz-Zweibrücken
      - Herzog: Karl II. (1697–1718) (1697–1718 König von Schweden)

    - Herzogtum Sachsen
      - Sachsen-Eisenach
        - Herzog: Johann Wilhelm (1698–1729)

      - Sachsen-Eisenberg
        - Herzog: Christian (1680–1707) (1675–1680 Herzog von Sachsen-Gotha-Altenburg)

      - Sachsen-Gotha-Altenburg
        - Herzog: Friedrich II. (1691–1732)

      - Sachsen-Hildburghausen
        - Herzog: Ernst (1680–1715) (1675–1680 Herzog von Sachsen-Gotha-Altenburg)

      - Sachsen-Meiningen
        - Herzog: Bernhard I. (1680–1706) (1675–1680 Herzog von Sachsen-Gotha-Altenburg)

      - Sachsen-Römhild
        - Herzog: Heinrich (1680–1710) (1675–1680 Herzog von Sachsen-Gotha-Altenburg)

      - Sachsen-Saalfeld
        - Herzog: Johann Ernst (1680–1729) (1675–1680 Herzog von Sachsen-Gotha-Altenburg)

      - Sachsen-Weimar
        - Herzog: Johann Ernst III. (1683–1707)

    - Schwarzburg-Arnstadt
      - Fürst: Anton Günther II. (1681–1716) (bis 1697 Graf, 1666–1681 Graf von Schwarzburg-Sondershausen)

    - Schwarzburg-Sondershausen
      - Fürst: Christian Wilhelm (1666–1720) (bis 1697 Graf)

    - Württemberg
      - Herzog: Eberhard Ludwig (1677–1733) (1677–1693 unter Vormundschaft)

  - sonstige Reichsstände (Auswahl)
    - Hanau
      - Hanau-Lichtenberg
        - Graf: Johann Reinhard III. (1685–1736) (1712–1736 Graf von Hanau-Münzenberg)

      - Hanau-Münzenberg
        - Graf: Philipp Reinhard (1685–1712)

    - Lippe
      - Lippe-Biesterfeld
        - Graf: Rudolf Ferdinand (1678–1736)

      - Lippe-Brake
        - Graf: Rudolph (1692–1707)

      - Lippe-Detmold
        - Graf: Friedrich Adolf (1697–1718)

    - Nassau
      - Walramische Linie
        - Nassau-Ottweiler
          - Graf: Friedrich Ludwig (1690–1728) (1723–1728 Graf von Nassau-Saarbrücken)

        - Nassau-Saarbrücken
          - Graf: Ludwig Kraft (1677–1713)

    - Ortenburg
      - Graf: Johann Georg (1702–1725) (1702–1706 unter Vormundschaft)
      - Regentin: Amalia Regina von Zinzendorf (1702–1706)

    - Reuß
      - Reuß ältere Linie
        - Reuß-Obergreiz
          - Graf: Heinrich I. (1697–1714)

        - Reuß-Untergreiz
          - Graf: Heinrich XIII. (1675–1733)

      - Reuß jüngere Linie
        - Reuß-Ebersdorf
          - Graf: Heinrich X. (1678–1711) (1671–1673 Herr von Reuß-Lobenstein, 1673–1678 Graf von Reuß-Lobenstein)

        - Reuß-Gera
          - Graf: Heinrich XVIII. (1686–1735)

        - Reuß-Hirschberg
          - Graf: Heinrich VIII. (1678–1711) (1671–1673 Herr von Reuß-Lobenstein, 1673–1678 Graf von Reuß-Lobenstein)

        - Reuß-Lobenstein
          - Graf: Heinrich III. (1671–1710) (bis 1673 Herr)

        - Reuß-Schleiz
          - Graf: Heinrich XI. (1692–1726)

    - Schaumburg-Lippe
      - Graf: Friedrich Christian (1681–1728)

    - Schwarzburg-Rudolstadt
      - Graf: Albert Anton (1646–1710)

    - Waldeck
      - Graf: Christian Ludwig (1645–1706)

- Italienische Staaten
  - Genua
    - Doge: Antonio Grimaldi (1703–1705)
    - Doge: Stefano Onorato Ferretti (1705–1707)

  - Guastalla
    - Herzog: Vincenzo Gonzaga (1692–1714)

  - Kirchenstaat
    - Papst: Clemens XI. (1700–1721)

  - Mailand (1535–1706 zu Spanien)
    - Herzog: Philipp V. von Spanien (1700–1706) (1700–1713 König von Neapel, 1700–1713 König von Sardinien, 1700–1713 König von Sizilien, 1700–1724 und 1724–1746 König von Spanien)
      - Gouverneur: Charles Henri de Lorraine-Vaudémont (1698–1706)

  - Mantua (1533–1708 Personalunion mit Montferrat)
    - Herzog: Ferdinando Carlo Gonzaga (1665–1708) (1678–1692 Herzog von Guastalla)

  - Massa und Carrara
    - Herzog: Carlo II. Cibo-Malaspina (1690–1710)

  - Mirandola
    - Herzog: Francesco Maria Pico (1691–1708)

  - Modena und Reggio
    - Herzog: Rinaldo d’Este (1694–1737)

  - Montferrat (1533–1708 Personalunion mit Mantua)
    - Herzog: Ferdinando Carlo Gonzaga (1665–1708) (1678–1692 Herzog von Guastalla)

  - Neapel (1503–1707/14 zu Aragon bzw. Spanien)
    - König: Philipp IV. (1700–1713) (1700–1713 König von Sardinien, 1700–1713 König von Sizilien, 1700–1724 und 1724–1746 König von Spanien)
      - Vizekönig: Juan Manuel Fernández Pacheco (1702–1707) (1701–1702 König von Sizilien)

  - Parma und Piacenza
    - Herzog: Francesco Farnese (1694–1727)

  - Piombino (gemeinsame Herrschaft)
    - Fürstin: Ippolita Ludovisi (1701–1743)
    - Fürst: Gregorio II. Boncompagni (1701–1707)

  - San Marino
    - Capitani Reggenti: Giambattista Tosini (1666, 1669–1670, 1673–1674, 1677, 1680–1681, 1697, 1704–1705) und Tommaso Ceccoli (1704–1705, 1708, 1713–1714, 1718–1719, 1723, 1727)
    - Capitani Reggenti: Gian Giacomo Angeli (1705, 1709, 1712–1713, 1716, 1719–1720, 1725, 1729–1730, 1736, 1739–1740) und Lorenzo Giangi (1675–1676, 1679–1680, 1683–1684, 1690–1691, 1694–1695, 1698, 1701–1702, 1705, 1714, 1719–1720, 1725)
    - Capitani Reggenti: Giuseppe Loli (1694, 1702, 1705–1706, 1711, 1714–1715) und Melchiorre Martelli (1680–1681, 1685,  1690, 1693–1694, 1697–1698, 1702, 1705–1706, 1710)

  - Sardinien (1409–1713 zu Aragon bzw. Spanien)
    - König: Philipp IV. (1700–1713) (1700–1713 König von Neapel, 1700–1713 König von Sizilien, 1700–1724 und 1724–1746 König von Spanien)
      - Vizekönig: Baltasar de Zúñiga y Guzmán (1704–1706) (1716–1722 Vizekönig von Neuspanien)

  - Savoyen
    - Herzog: Viktor Amadeus II. (1675–1720, 1730–1732) (1713–1720 König von Sizilien, 1720–1730 König von Sardinien)

  - Sizilien (1412–1713 zu Aragon bzw. Spanien)
    - König: Philipp IV. (1700–1713) (1700–1706 Herzog von Mailand, 1700–1713 König von Neapel, 1700–1713 König von Sardinien, 1700–1713 König von Sizilien, 1700–1724 und 1724–1746 König von Spanien)
      - Vizekönig: Francesco del Giudice (1702–1705)
      - Vizekönig: Isidoro de La Cueva y Bonavides (1705–1707)

  - Toskana
    - Großherzog: Cosimo III. de’ Medici (1670–1723)

  - Venedig
    - Doge: Alvise Mocenigo II. (1700–1709)

- Khanat der Krim
  - Khan: Ğazı III. Giray (1704–1707)

- Kurland
  - Herzog: Friedrich Wilhelm Kettler (1698–1711)

- Malta
  - Großmeister: Ramon Perellos y Roccaful (1697–1720)

- Moldau (unter osmanischer Oberherrschaft)
  - Fürst: Mihai Racoviță (1703–1705, 1707–1709, 1716–1726) (1730–1731, 1741–1744 Fürst der Walachei)
  - Fürst: Antioh Cantemir (1695–1700, 1705–1707)

- Monaco
  - Fürst: Antoine I. (1701–1731)

- Niederlande
  - Republik der Sieben Vereinigten Provinzen
    - Drenthe
      - Statthalter: vakant (1702–1722)

    - Friesland
      - Statthalter: Johann Wilhelm Friso von Nassau-Diez (1696–1711) (Statthalter von Groningen 1696–1711, 1696–1711 Fürst von Nassau-Dietz)
      - Regentin: Henriette Amalie von Anhalt-Dessau (1696–1707)

    - Groningen
      - Statthalter: Johann Wilhelm Friso von Nassau-Diez (1696–1711) (Statthalter von Friesland 1696–1711, 1696–1711 Fürst von Nassau-Dietz)
      - Regentin: Henriette Amalie von Anhalt-Dessau (1696–1707)

    - Holland und Zeeland
      - Statthalter: vakant (1702–1747)

    - Overijssel und Gelderland
      - Statthalter: vakant (1702–1722)

    - Utrecht
      - Statthalter: vakant (1702–1747)

  - Spanische Niederlande (bis 1714/95 formal Bestandteil des Heiligen Römischen Reichs)
    - Statthalter: Maximilian II. Emanuel von Bayern (1692–1706) (1679–1726 Kurfürst von Bayern)

- Osmanisches Reich
  - Sultan: Ahmed III. (1703–1730)

- Polen
  - König: Stanislaus I. Leszczyński (1704–1709) (1737–1766 Herzog von Lothringen)

- Portugal
  - König: Peter II. (1683–1706) (1667–1683 Regent von Portugal)

- Preußen
  - König: Friedrich I. (1688–1713) (bis 1701 Herzog von Preußen) (1688–1713 Kurfürst von Brandenburg)

- Russland
  - Zar: Peter I. (1682–1725) (ab 1721 Kaiser)

- Schweden
  - König: Karl XII. (1697–1718) (1697–1718 Herzog von Pfalz-Zweibrücken)

- Spanien
  - König: Philipp V. (1700–1724, 1724–1746) (1700–1706 Herzog von Mailand, 1700–1713 König von Neapel, 1700–1713 König von Sardinien, 1700–1713 König von Sizilien)

- Ungarn
  - König: Leopold I. (1657–1705) (1658–1705 Kaiser, 1657–1705 König von Böhmen, 1657–1705 Erzherzog von Österreich)
  - König: Joseph I. (1705–1711) (1705–1711 Kaiser, 1705–1711 König von Böhmen, 1705–1711 Erzherzog von Österreich)

- Walachei (unter osmanischer Oberherrschaft)
  - Fürst: Constantin Brâncoveanu (1688–1714)